# Alexéi Yegórov
Alexéi Yúrievich Yegórov (en ruso: Алексей Юрьевич Егоров; Óbninsk, 16 de junio de 1991) es un deportista ruso que compite en boxeo. Ganó una medalla de oro en el Campeonato Europeo de Boxeo Aficionado de 2013, en el peso pesado.
En diciembre de 2016 disputó su primera pelea como profesional. En su carrera profesional tuvo en total 13 combates, con un registro de 12 victorias y una derrota.

## Palmarés internacional
| Campeonato Europeo | Campeonato Europeo  | Campeonato Europeo | Campeonato Europeo |
| Año                | Lugar               | Medalla            | Categoría          |
| ------------------ | ------------------- | ------------------ | ------------------ |
| 2013               | Minsk (Bielorrusia) | Medalla de oro     | 91 kg              |